# Радульф (граф Нима)
Радульф (фр. Radulf) — граф Нима с 754 года.

## Биография
Радульф, франк по происхождению, был в 754 году назначен королём Пипином Коротким правителем города Ним вместо убитого графа Ансемунда. Предшественник Радульфа был убит в результате заговора противников союза вестготов Септимании, до этого находившихся под властью Омейядского халифата, и франков. После гибели Ансемунда в Ниме было поднято антифранкское восстание, но оно было подавлено по приказу Пипина Короткого.
Никаких других свидетельств о Радульфе в раннесредневековых исторических источниках не сохранилось.